# SNCF
SNCF (Société nationale des chemins de fer français) este una din cele mai importante întreprinderi publice din Franța.
Compania are o dublă activitate:
- Companie de transport feroviar însărcinată cu exploatarea comercială a serviciilor de transport feroviar de călători și marfă;
- Exploatarea și întreținerea, în numele RFF, a rețelei de căi ferate din Franța.

SNCF are în total aproximativ 250.000 de angajați din care 155.000 sunt salariați direcți ai companiilor din grup. exploatează 32.000 km de linie, din care 1.850 km  de linii de mare viteză (iunie 2007) și 14.800 km de linie electrificată. În medie, compania pune în circulație 14.000 de trenuri pe zi. Este a doua cea mai mare companie feroviară europeană, după volumul de activitate, după Deutsche Bahn. Este condusă de Guillaume Pepy (președinte al consiliului de administrație).
De la 1 ianuarie 2015, SNCF este formată din 3 EPIC (în franceză „établissements publics à caractère industriel et commercial”): compania mamă, „SNCF”, însărcinată cu conducerea strategică a grupului, „SNCF Réseau”, proprietară și gestionară a infrastructurii feroviare naționale și „SNCF Mobilités”, însărcinată cu exploatarea trenurilor.

## Legături externe
- Sit oficial
- Cercetarea SNCF Arhivat în 12 iunie 2007, la Wayback Machine.
- Participările SNCF în alte companii Arhivat în 12 iunie 2007, la Wayback Machine.